# روپیه خلیج
روپیه خلیج (به انگلیسی: Gulf rupee)، یکای پول رایج در کشورهای حاشیه خلیج فارس در شبه‌جزیره عربستان بین سال‌های ۱۹۵۹ تا ۱۹۶۶ میلادی بود. این ارز توسط دولت هند و بانک مرکزی هند صادر شد و معادل روپیه هند بود.

## استفاده‌کنندگان
- بحرین
- ساحل دزدان
- سلطنت مسقط و عمان
- قطر
- کویت